# Great Kills

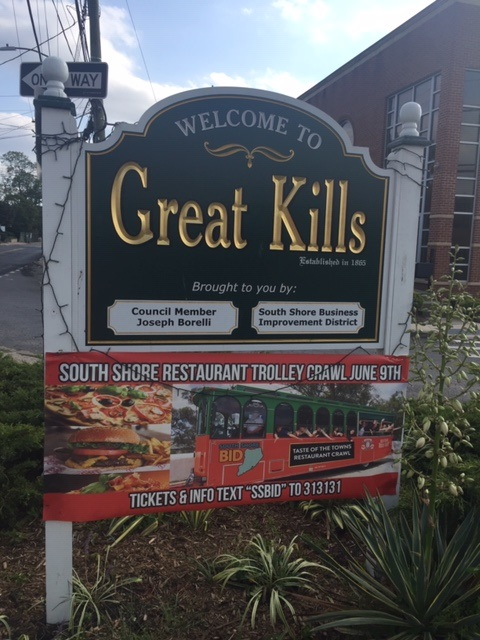
Willkommensschild in Great Kills

Great Kills ist ein Stadtviertel an der Südküste des Stadtbezirks Staten Island, südlich von Manhattan, direkt an der Lower New York Bay. Das Viertel ist geprägt vom Great Kills Harbor, einem Yachthafen und Wasserzugang, der für Freizeit und Schifffahrt genutzt wird.

## Geschichte
Die Region war ursprünglich von den Lenape bewohnt. Nach der Kolonialisierung erhielten 1675 französische Händler wie Jacques Guyon Landrechte, und die Engländer benannten das Gebiet entlang der Küste als Clarendon und das Inland als Newtown. Später vereinigte man beide unter dem Namen Giffords, benannt nach dem lokalen Beamten Daniel Gifford. Der Name „Great Kills“ wurde 1865 offiziell übernommen und bedeutet „große Bäche“, abgeleitet vom niederländischen „kill“ für Bach oder Wasserlauf.
Im 19. Jahrhundert entwickelte sich Great Kills zu einer bekannten Fischerei- und Muschelfang-Gemeinde. Die Nähe zum Wasser und die natürlichen Häfen förderten den wirtschaftlichen Aufschwung. Ein bedeutendes historisches Gebäude war das Poillon-Sequine-Britton-Haus, das auf Jacques Poillon, einen Hugenotten, zurückgeht und ab etwa 1723 als Wohnhaus diente. Es wurde im 20. Jahrhundert durch Brände zerstört und schließlich abgerissen.

## Natur und Freizeit
Der Great Kills Park ist Teil der Gateway National Recreation Area und bietet zahlreiche Freizeitmöglichkeiten wie Wandern, Angeln, Bootfahren und Naturbeobachtung. Der Park endstand in den 1940er Jahren auf Mülldeponien und wurde 1972 Teil des National Park Service und ist ein bedeutendes Naherholungsgebiet für die Region.